# 財產權
財產權（财产性权利，财权）是主體對某物體的排他占有关系。这种排他的支配占有关系通常产生于稀缺资源的领域，由於空气、阳光有无限性，无须排他占有以及建立归属关系，而衣服、食品、房屋则是稀缺性的，就要实行主体排他占有以及讓物體有固定的归属。
1948年《世界人权宣言》第17条提到了财产权。财产权被认为是基本人权之一。传统财产权有物权、债权等，而著作权、专利权等是新型财产权。
民主国家与西方世界，憲法往往规定“私有财产神圣不可侵犯”。
中华人民共和国宪法规定，“社会主义的公共财产神圣不可侵犯”、“公民的合法的私有财产不受侵犯”。